# ملعب لويس دي لا فيوينت
ملعب لويس دي لا فونتي سُميَ باسم لويس دي لا فوينتي، نجم كرة القدم المكسيكي الذي لعب في الخمسينيات. تبلغ سعته 28,703 ويَقع على شاطئ البحر في بوكا ديل ريو. يُستخدم غَالبًا في كرة القدم وكان ملعبًا لتيبورونيس روخوس دي فيراكروز. يُشار إلى هذا الملعب أيضًا باسم عملاق حي فرجينيا (بالإسبانية: Coloso de el Fraccionamiento Virginia)‏.

## الحفلات
- لويس ميغيل - 1 ديسمبر 1995
- لويس ميغيل - 12 مارس 2006
- شاكيرا - 18 مايو 2007
- مانا - 1 مارس 2008
- التون جون - 8 مايو 2010